# Grundtext
grundtext är inom exegetiken den hebreiska, grekiska eller arameiska text man utgår ifrån när man översätter Bibeln.
Eftersom vi inte har kvar några originalmanuskript till de olika bibelböckerna, utgör grundtexten en sammanställning av en mängd olika handskrifter, där utgivarna överallt där handskrifterna skiljer sig från varandra bedömt vilken av de olika varianterna som ligger närmast den ursprungliga. Där det finns osäkerheter redovisar man de olika varianterna i noter.